# Scopula laresaria
Scopula laresaria là một loài bướm đêm trong họ Geometridae.